# Édouard Dubufe
Édouard Louis Dubufe (París, 31 de marzo de 1819 - Versalles, 11 de agosto de 1883) fue un pintor francés.

## Biografía
Hijo del pintor Claude Marie Paul Dubufe (1789-1864) y de Edmée Duménillet (1792-1837), Édouard Dubufe fue en primer lugar alumno de su padre, posteriormente de Paul Delaroche (1797-1856) en la Escuela de Bellas Artes de París a partir de 1834. Obtuvo una medalla de tercera clase en el Salón de Artistas Franceses de 1839. Pintor de historia y de composiciones religiosas, fue también retratista.